# Camorra

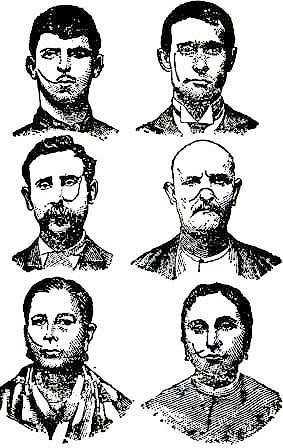
Retratos de camorristi procurados pela polícia, 1906

A Camorra é uma organização criminosa com conotações mafiosas originária da Campânia e uma das mais antigas e poderosas organizações criminosas da Itália, datando do século XVII. A estrutura organizacional da Camorra é dividida em grupos individuais chamados clãs, que diferem entre si em termos do tipo de influência no território, estrutura organizacional, força econômica e modus operandi. Cada "capo" ou "boss" é o líder de um clã, no qual pode haver dezenas ou centenas de afiliados, dependendo do poder e da estrutura de cada clã.
Além de sua base original na Campânia, a organização criminosa também é ativa em várias partes da Itália, principalmente na Lácio, Emília-Romanha e Lombardia. Segundo relatos, a principal base de operações da Camorra fora da Itália é a Espanha, no entanto ela é também ativa em outros países europeus.
Segundo a revista Fortune, a Camorra é o terceiro maior grupo de crime organizado do mundo, com uma renda estimada em 5 bilhões de dólares por ano.
Há décadas a organização é fortemente ligada ao tráfico de drogas, tendo vários contatos com chefes de cartéis de droga da América do Sul, principalmente colombianos e peruanos.
Imagina-se que conte atualmente com cerca de 110 famílias operacionais e cerca de 7000 afiliados. As atividades da Camorra são incontáveis, da agiotagem à extorsão, do contrabando de cigarros ao tráfico de drogas, da importação irregular de carne à fraude à União Europeia. Sem esquecer os dois sectores "tradicionais" de monopólio: o do jogo clandestino e o de produção de cimento na região da Campania.
Atualmente, segundos os investigadores, os clans mais poderosos da Camorra são o clan Mazzarella e a Alleanza di Secondigliano (uma aliança formada pelos clans Contini, Mallardo e Licciardi).